# Santiria dacryodifolia
Santiria dacryodifolia là một loài thực vật thuộc họ Burseraceae. Đây là loài đặc hữu của Malaysia.